# Please Stay
"Please Stay" er en dance pop-sang af den australske sangeren Kylie Minogue fra hendes syvende studiealbum Light Years (2000). Sangen blev udgivet som albummets fjerde single på vinteren 2000.

## Udgivelse og indspilning
"Please Stay" blev skrevet av Minogue, Richard Stannard, Julian Gallagher og John Themis, og blev produceret af Richard Stannard og Julian Gallagher. Sangen blev udgivet den 11. december 2000 som albummets fjerde single. Succesen med "Please Stay" stadig var begrænset på grund af udgivelsen af "Your Disco Needs You". Sangen solgte mere end 35.000 eksemplarer i Australien, og modtog generelt positive anmeldelser fra kritikere. "Please Stay" er en dance-pop sang som indeholder en stærk latin pop-stil.

## Hitlisteplaceringer
"Please Stay" havde moderat succes på verdensplan. Sangen nåede nummer ti i Storbritannien på UK Singles Chart, nummer femten i Australien på ARIA Charts og blev certificeret guld af Australian Recording Industry Association (ARIA). Sangen nåede nummer 69 i Nederlandene på Dutch Top 40, men faldt til nummer 77 i næste uge. I Sverige nåede sangen nummer 47 på Sverigetopplistan og opholdt sig der i tre uger. Som et resultat heraf, havde sangen ikke har så meget succes som de to foregående singler.

## Formater og sporliste
CD single 1
1. "Please Stay" – 4:08
2. "Santa Baby" – 3:25
3. "Good Life" – 4:07

CD single 2
1. "Please Stay" – 4:08
2. "Please Stay" (7th District Club Flava Mix) – 6:33
3. "Please Stay" (Hatiras Dreamy Dub) – 7:02
4. "Please Stay" (Video)

Europæiske CD 1
1. "Please Stay" – 4:08
2. "Santa Baby" – 3:25
3. "Good Life" – 4:07
4. "Please Stay" (Video)

Europæiske CD 2
1. "Please Stay" – 4:08
2. "Santa Baby" – 3:25
3. "Please Stay" (Video)

## Hitlister
| Hitliste (2000)                   | Placering |
| --------------------------------- | --------- |
| Australien (ARIA Charts)          | 15        |
| Belgien (Ultratop 50 Flandern)    | 10        |
| Belgien (Ultratop 50 Vallonien)   | 13        |
| Nederlandene (Single Top 100)     | 69        |
| Slovakiet (Rádio Top 100)         | 16        |
| Spanien (PROMUSICAE)              | 39        |
| Sverige (Sverigetopplistan)       | 47        |
| Storbritannien (UK Singles Chart) | 10        |

## Certificering
| Land              | Certificering |
| ----------------- | ------------- |
| Australien (ARIA) | Guld          |